# Dominique Catta
 (août 2018).
Si vous disposez d'ouvrages ou d'articles de référence ou si vous connaissez des sites web de qualité traitant du thème abordé ici, merci de compléter l'article en donnant les références utiles à sa vérifiabilité et en les liant à la section « Notes et références ».
Pour les articles homonymes, voir Catta.
Dom Dominique Catta, né le 15 novembre 1926 à Nantes et mort le 18 août 2018 au Sénégal, est un religieux catholique et maître de chapelle français, cofondateur de l'abbaye de Keur Moussa (Sénégal).

## Biographie
Dominique Catta est le fils de Tony Catta, le neveu du Révérend Père Étienne Catta et le petit-fils de René Bazin.
Il entre à l'abbaye de Solesmes comme moine bénédictin.
Avec huit autres bénédictins, il fonde en 1961, à la demande de l'archevêque de Dakar Mgr Marcel Lefebvre, l'abbaye de Keur Moussa, au Sénégal, rattachée à la Congrégation de Solesmes. Il en devient le maître de chœur.
En 1963, il lui est confié la composition d'une musique liturgique inspirée de la musique africaine, tout en restant fidèle à l'héritage grégorien.
L'année suivante, un prêtre diocésain sénégalais offre une kora, instrument traditionnel, à la communauté de Keur Moussa. Dominique Catta compose alors des pièces spécifiques, permettant notamment l'accompagnement des chants communautaires, et l'introduit ainsi dans la liturgie chrétienne.
Il conçoit le « système de notation de Keur Moussa », système dans lequel les sept notes graves qui devraient être écrites en clef de Fa sont alors représentées par des chiffres arabes ou romains.
Après avoir reçu la Légion d'honneur des mains de son neveu l'ambassadeur Alain Catta en 2012, il est élevé au rang de Trésor humain vivant (reconnu par l'UNESCO) par le Sénégal en 2016.

## Ouvrage
- De Solesmes à Keur Moussa : quarante ans d'histoire de musique liturgique, 1963-2003 / Dominique Catta, moine bénédictin ; préface du cardinal Paul Poupard / Solesmes : la Froidfontaine, 2004
- Les grandes énergies de l'amour, Monastère de Keur Moussa, 1997, 137 p.